# Mingyang Smart Energy
Mingyang Smart Energy Group Limited («Минъян Смарт Энерджи») — китайская компания, которая разрабатывает и производит ветрогенераторы, солнечные панели и другое энергетическое оборудование, а также предоставляет программное обеспечение, услуги больших данных и облачных вычислений для энергетики, строит и эксплуатирует ветряные и солнечные электростанции.
Mingyang Smart Energy входит в десятку крупнейших производителей ветряных турбин в мире и занимает 3-е место в Китае (после Goldwind и Envision).

## История
Основана в июне 2006 году как Guangdong Mingyang Wind Power Industry Group. В августе 2007 года компания произвела и в октябре того же года установила свою первую офшорную ветряную турбину. Также в октябре 2007 года была основана дочерняя компания Zhongshan Mingyang Wind Power Blade Technology, в феврале 2008 года — Tianjin RENergy Electric, в апреле 2008 года — Tianjin Mingyang Wind Power Blade Technology, в мае 2008 года — Jilin Mingyang Wind Power Technology.
В августе 2009 года Mingyang Wind Power создала научно-исследовательский центр ветроэнергетики в Дании, в сентябре 2009 года основала дочернюю компанию Jiangsu Mingyang Wind Power Technology, в сентябре 2010 года — Inner Mongolia Mingyang Wind Power Equipment (Уланчаб). В октябре 2010 года Mingyang Wind Power Industry Group вышла на Нью-Йоркскую фондовую биржу (прекратила листинг в июне 2016 года). По состоянию на 2010 год Mingyang Wind Power являлась пятым по величине производителем ветряных турбин в Китае; активы компании достигли 10 млрд юаней.
В марте 2012 года компания основала научно-исследовательский центр в штате Северная Каролина (США), в июне 2012 года — дочернюю компанию Yunnan Mingyang Wind Power Technology, в октябре 2013 года — Gansu Mingyang New Energy Technology, в марте 2014 года — Beijing Jieyuan New Energy Investment, в апреле 2014 года — Qinghai Mingyang New Energy, в августе 2014 года — Xilingol League Mingyang New Energy, в ноябре 2015 года — Inner Mongolia Mingyang New Energy Development.
В июне 2016 года компания открыла в Чжуншане корпоративный университет, в апреле 2017 года Guangdong Mingyang Wind Power Industry Group официально переименована в Mingyang Smart Energy Group. В июне 2017 года была основана дочерняя компания Guangdong Utrust Financial Leasing. В январе 2019 года Mingyang Smart Energy вышла на Шанхайскую фондовую биржу. В 2020 году компания Mingyang заняла 40-е место в списке 500 лучших предприятий в области новой энергетики в мире. Прямые государственные субсидии компании Mingyang выросли с 20 млн евро в 2020 году до 52 млн евро в 2022 году (без учёта косвенных субсидий).

## Деятельность
Mingyang Smart Energy производит наземные и морские ветрогенераторы. Основными покупателями продукции Mingyang являются China Huaneng Group, China Datang Corporation, China Guodian Corporation, China Huadian Corporation, SPIC, China Southern Power Grid, Guangdong Electric Power Development, Reliance Industries, Paunescu Corporation и другие. Основные экспортные рынки Mingyang — США, Южная Корея, Филиппины, Индия, Пакистан, Болгария, Румыния, Германия и ЮАР.
Также Mingyang Smart Energy инвестирует в проекты «зелёной энергетики» и управляет более чем 400 ветряными электростанциями по всему миру (крупнейшие наземные объекты сосредоточены в автономных районах Внутренняя Монголия и Синьцзян, а также в провинциях Цинхай и Ганьсу, офшорные объекты — в провинциях Цзянсу, Фуцзянь и Гуандун).
Основные промышленные мощности Mingyang Smart Energy расположены в городах Чжуншань, Шаньвэй, Тяньцзинь, Цзилинь и Уланчаб, научно-исследовательские центры — в КНР, Германии и США.
Дочерняя компания Ruike New Energy, основанная в 2015 году, разрабатывает и производит солнечные панели, строит и эксплуатирует солнечные электростанции.
Mingyang Smart Energy является соучредителем Guangdong Provincial Renewable Energy Industrial Fund (совместно с China General Nuclear Power Corporation и Shenzhen Energy Group), а также лизинговой компании Guangdong Utrust Financial Leasing (совместно с Guangdong Utrust Holding и China Railway Signal & Communication Corporation).
По итогам 2022 года основные продажи Mingyang пришлись на энергетическое оборудование (95 %) и энергетические услуги (5 %). Крупнейшим рынком сбыта являлся Китай (95,9 %). 

### Структура
- Zhongshan Mingyang Wind Power Blade Technology
- Tianjin Mingyang Wind Power Blade Technology
- Jilin Mingyang Wind Power Technology
- Jiangsu Mingyang Wind Power Technology
- Yunnan Mingyang Wind Power Technology
- Gansu Mingyang New Energy Technology
- Inner Mongolia Mingyang Wind Power Equipment
- Tianjin RENergy Electric
- Qinghai Mingyang New Energy
- Xilingol League Mingyang New Energy
- Inner Mongolia Mingyang New Energy Development
- Beijing Jieyuan New Energy Investment
- Guangdong Utrust Financial Leasing

## Акционеры
Основными акционерами Mingyang Smart Energy являются У Лин (15,23 %), Чжан Чуаньвэй (5,05 %), Guangdong SASAC (2,49 %), Invesco Asset Management (1,7 %), Bosera Asset Management (1,23 %), Eternity Peace (0,93 %) и Ping An Fund Management (0,63 %).